# 완도여자중학교
완도여자중학교(莞島女子中學校)는 대한민국 전라남도 완도군 완도읍 군내리에 있는 공립 중학교이다.

## 학교 연혁
- 1971년 1월 25일 : 설립인가 (12학급)
- 1971년 2월 2일 : 초대 강대훈 교장 취임
- 1971년 3월 9일 : 개교
- 2025년 2월 7일 : 제52회 75명 졸업(총 졸업생수 9,959명)
- 2025년 3월 1일 : 제21대 최은희 교장 취임

## 참고 자료
- 완도여자중학교 - 한국교육학술정보원 학교알리미